# Die Motorbraut
Die Motorbraut est un film muet allemand sorti en 1925 et réalisé par Richard Eichberg.

## Fiche technique
- Titre allemand : Die Motorbraut
- Titre anglophone : The Motorist Bride
- Réalisation : Richard Eichberg
- Scénario : James Cox, Helmuth Orthmann
- Photographie : Erich Grimmler, Heinrich Gärtner
- Production : Richard Eichberg-Film
- Distributeur : Süd-Film
- Pays : Allemagne  République de Weimar
- Durée : 97 minutes
- Date de sortie : 22 janvier 1925

## Distribution
- Hans Mierendorff : Johann Amberg
- Lee Parry : Eva, sa fille
- Ernst Hofmann : Hans von Corell
- Angelo Ferrari : Frank Bruhn
- Sinaida Korolenko : Lili
- Max Grünberg : Heinz Ellhof
- Erwin van Roy : Gottlieb Daffke
- Hans Stürm : Gustav Briese
- Margarete Kupfer : Marta
- Gerhard Ritterband : Max
- Lilian Harvey : Eva